# Gare de Vannes
Gare de Vannes – stacja kolejowa w Vannes, w departamencie Morbihan, w regionie Bretania, we Francji. Jest to również najbliższa stacja do Zatoki Morbihan, powoduje to zwiększenie ruchu pasażerskiego, zwłaszcza w czasie sezonu turystycznego.
Vannes jest ważną stacją Société nationale des chemins de fer français (SNCF), korzystającą z internetowego serwisu informacyjnego w Gare en mouvement. Jest obsługiwana przez TGV Atlantique i pociągi Intercity i Lunéa. Jest to również stacja obsługiwana przez TER Bretagne, która obsługuje pociągi kursujące do Rennes, Quimper, Redon i Lorient